# Theretra tibetiana
Theretra tibetiana  es una polilla de la familia Sphingidae. 
Vuela del sur al este de Asia.